# Yukarıdanişment, Pasinler
Yukarıdanişment là một xã thuộc huyện Pasinler, tỉnh Erzurum, Thổ Nhĩ Kỳ. Dân số thời điểm năm 2011 là 119 người.